# Detector de metais
Um detector ou detetor de metais é um aparelho que utiliza campos eletromagnéticos para realizar a detecção de metais. Tais equipamentos geralmente possuem ajustes de níveis de sensibilidade, para determinar o volume de metal a ser detectado e alguns possuem até mesmo a capacidade de selecionar o tipo do metal.
Entre as principais aplicações dos detectores de metais, estão as de uso bélico, pelas forças armadas, para detecção de minas, tubulações e outros. Os detectores de metais ainda são utilizados em aeroportos, para controle do fluxo de metais, em eventos onde há um grande número de pessoas, em casas de casas de câmbio, entidades bancárias, casas de espetáculos, etc.
Todas as aplicações dos detectores, nos locais anteriormente citados, referem-se ao controle de uso de armas de fogo, e até mesmo armas brancas. As penitenciárias, como não poderia deixar de ser, utilizam o equipamento com níveis de sensibilidade elevados para filtrar objetos metálicos ou com partes metálicas. Este ato previne a entrada de objetos não permitidos em tais ambientes. Neste caso os detectores utilizados têm a capacidade de detecção de metais até mesmo em cavidade corpórea e a partir de dimensões muito reduzidas.

## História e desenvolvimento
No final do século XIX, muitos cientistas e engenheiros usaram seu crescente conhecimento da teoria elétrica na tentativa de criar uma máquina que localizaria o metal. O uso de tal dispositivo para encontrar rochas contendo minério daria uma enorme vantagem para qualquer minerador que o empregasse. As primeiras máquinas eram rudes, usavam muita bateria e funcionavam apenas em um grau muito limitado. Em 1874, o inventor parisiense Gustave Trouvé desenvolveu um dispositivo portátil para localizar e extrair objetos de metal, como balas, de pacientes humanos. Inspirado por Trouvé, Alexander Graham Bell desenvolveu um dispositivo semelhante para tentar localizar uma bala alojada no peito do presidente americano James Garfield em 1881; o detector de metal funcionou corretamente, mas a tentativa foi malsucedida porque o leito de mola de metal em que Garfield estava deitado confundiu o detector.

## Tipos de detectores de metais
As categorias para os detectores de metais são dadas a partir das aplicações destes equipamentos (separador de metais, segurança em aeroportos) ou pela forma em que são usados (manuais, industriais).
Por exemplo, "detector de metais portátil", pode ser do tipo utilizado para revista pessoal, onde o manipulador do aparelho rastreia manualmente o corpo de outro indivíduo, ou então para prospecção de objetos metálicos no subsolo ou na superfície.
Detectores para análise do subsolo, ou superfície ainda podem ter a variação de detectores para submersão, utilizados em pesquisas subaquáticas. Estes equipamentos são também muito utilizados na arqueologia.

## Detectores industriais

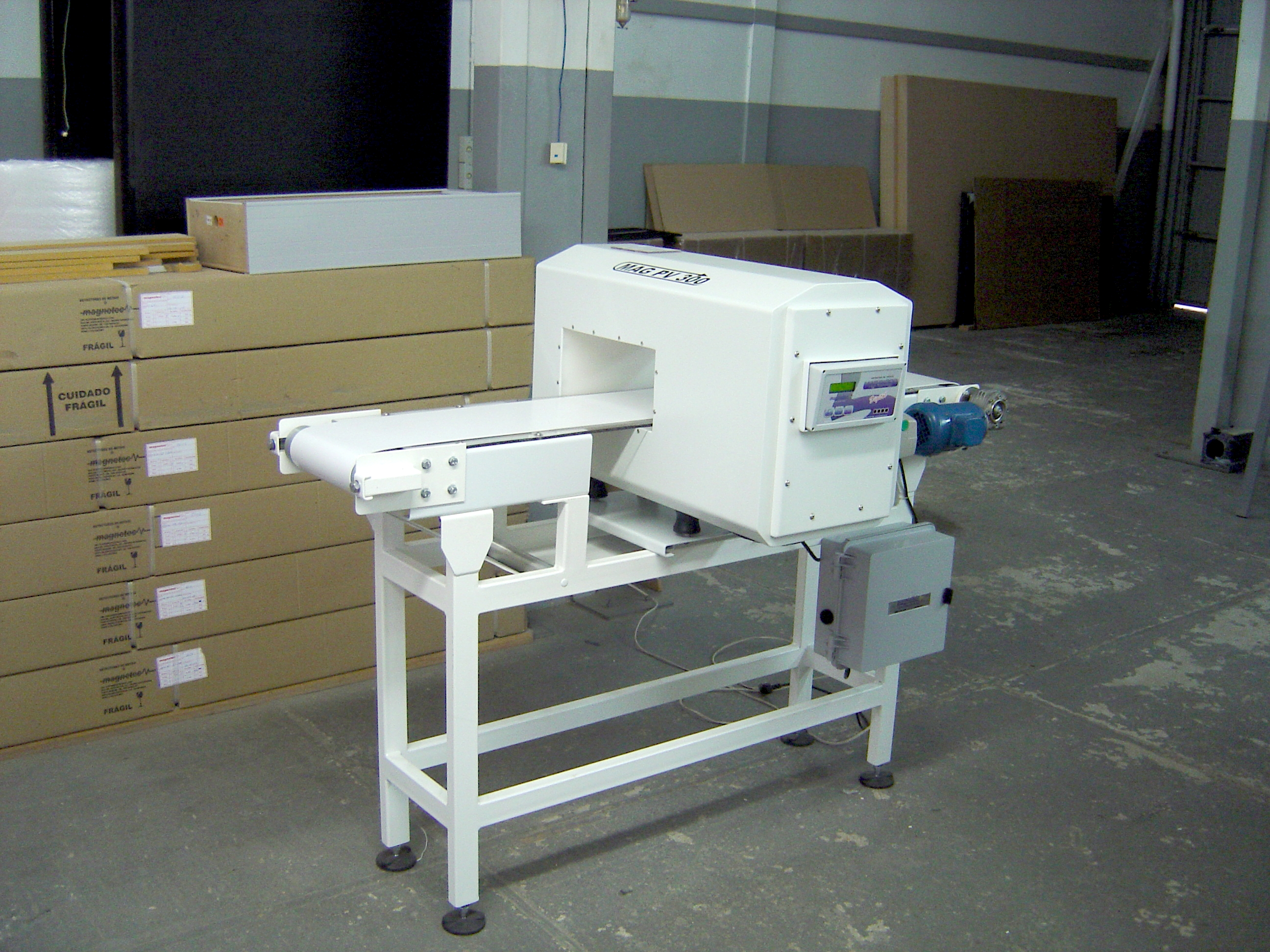
Detector de metais para indústria alimentícia, acoplado a uma esteira transportadora

São os equipamentos utilizados na indústria para prevenção de acidentes ou controle de qualidade. Estes aparelhos são utilizados com frequência em linhas de produção da indústria alimentícia, onde têm a importante função de localizar pequenas partículas metálicas que possam estar contaminando os alimentos.
Outros setores que se beneficiam do uso dos detectores industriais são: farmacêutico, petroquímico, extrativista, têxtil, empresas ligadas ao setor primário, etc.
Os detectores de metais de uso industrial, têm papel importante no processo produtivo das empresas, geralmente são acoplados a esteiras transportadoras e acionam alarmes visuais e sonoros quando detectam partículas metálicas, além de interromperem o funcionamento da esteira e até acionarem rechassadores automáticos do produto contaminado.

## Detectores do tipo pórtico

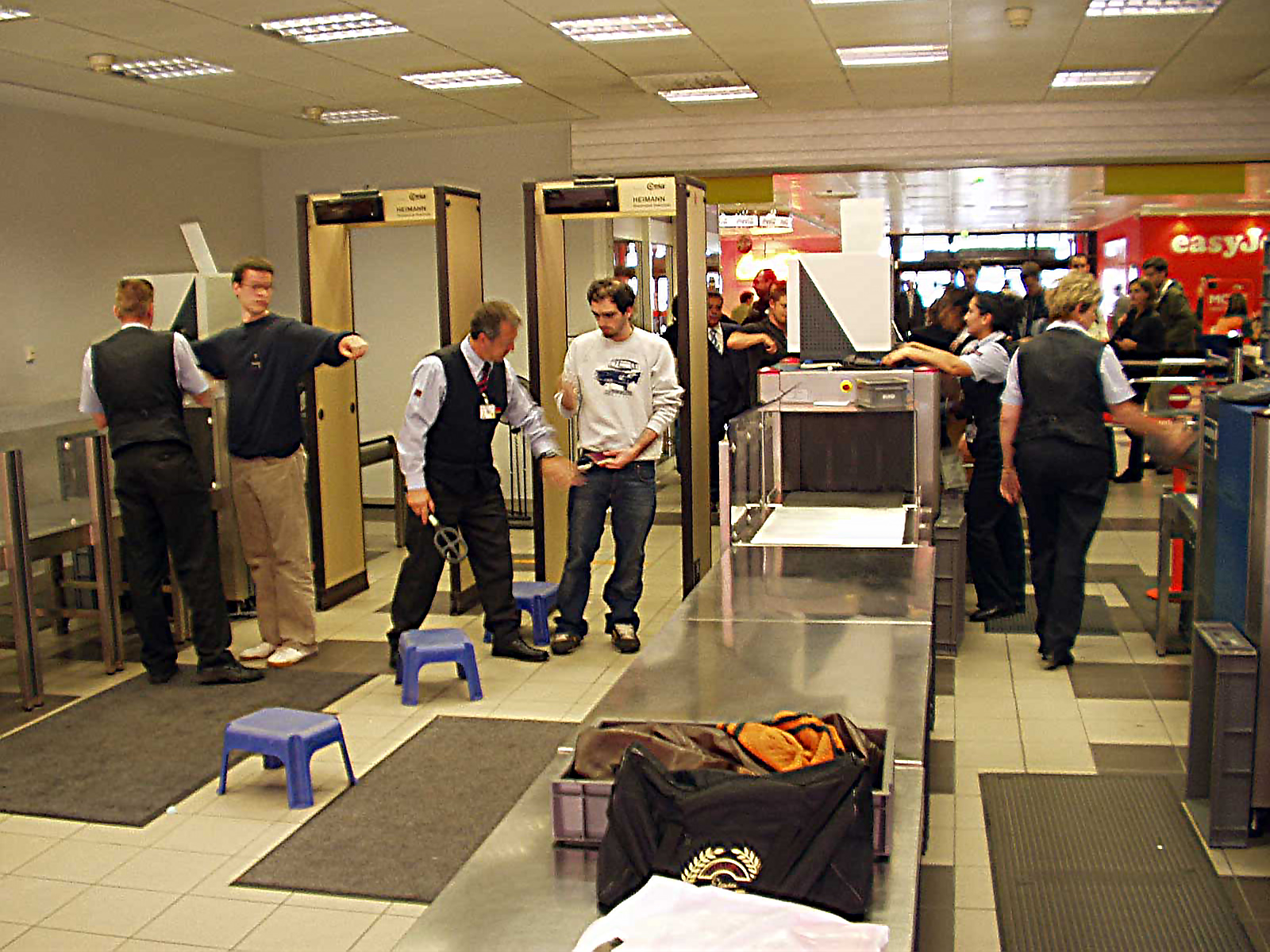
Um detector de metais em modelo pórtico, muito utilizado em aeroportos e locais de segurança com grande fluxo de pessoas

Os detectores de metais do tipo pórtico, também chamados de PGDM (Portas Giratórias Detectoras de Metais) são equipamentos formados por duas antenas e um gabinete central de processamento. As duas antenas, que são as laterais do pórtico compartilham um campo eletromagnético de baixa frequência sendo uma lateral transmissora e outra a receptora. Este campo eletromagnético formado no interior do pórtico funciona como uma malha invisível que ao ser rompida por objetos metálicos, avisa o processador do equipamento, que por sua vez emite sinais sonoros e ou luminosos.
São comumente utilizados em conjunto com portas giratórias, torniquetes e outros meios físicos de controle de acesso. Desta forma, quando ocorre uma detecção, o detector de metais emite um sinal para relé de travamento que é interpretado pelo mecanismo da porta para bloquear a mesma.